# Gehyra mutilata
Gehyra mutilata är en ödleart som beskrevs av  Wiegmann 1834. Gehyra mutilata ingår i släktet Gehyra och familjen geckoödlor. Inga underarter finns listade i Catalogue of Life.